# Količevo
Količevo je naselje ob levem bregu Kamniške Bistrice v Občini Domžale.
Količevo se v starih listinah prvič omenja leta 1334, ko je tu dobil posest samostan iz Velesovega. 
Nastanek industrije v kraju je tesno povezan z izgradnjo kanala Mlinščica. Ob njem je podjetnik Bonač 1920 postavil tovarno papirja, danes znano kot Papirnica Količevo Karton. Ob Mlinščici je tudi tovarna barv in lakov Helios Domžale
Meji na Vir, Škrjančevo, Zgornje Jarše.